# Wir helfen Afrika

Logo der Initiative Wir helfen Afrika

Wir helfen Afrika e. V. war ein soziales Hilfsprojekt, das hilfsbedürftigen Kindern in Südafrika eine kostenlose ärztliche Behandlung ermöglichte. Den Ursprung hatte das Projekt im württembergischen Allgäu. Schirmherr der Initiative war der ehemalige baden-württembergische Ministerpräsident Günther Oettinger.

## Geschichte
Durch die Erfahrungen vor und während der Fußball-Weltmeisterschaft 2006 in Deutschland mit dem Hilfsprojekt „Wangen hilft Togo“ wurde die Idee „Wir helfen Afrika“ geboren. Bevor das Projekt „Wangen hilft Togo“ im Herbst 2006 mit dem Bambi ausgezeichnet wurde, entschlossen sich die Initiatoren Christian Skrodzki, Igor Wetzel, Giovanni Granziera und Wolfram Dreier, 2010 die Idee von „Wangen hilft Togo“ auf 32 Städte zu übertragen. Am 13. Dezember 2008 wurde der Verein „Wir helfen Afrika“ offiziell als eingetragener Verein gegründet.

## Das Konzept des Projektes
Das Konzept des Projektes sah vor, mit 32 Städten zu kooperieren. Dabei benannte jede Stadt eine Persönlichkeit aus Sport, Kultur oder Politik als Stadtpate. Die 32 Städte repräsentierten jeweils eine der 32 Fußballnationalmannschaften, die an der Fußball-Weltmeisterschaft 2010 in Südafrika teilnahmen. Eine Stadt, eine Nationalmannschaft und ein Stadtpate halfen somit einem hilfsbedürftigen Kind aus Afrika. Auf diese Weise bekamen 32 Kinder eine kostenlose ärztliche Behandlung von einem deutsch-südafrikanischen Ärzteteam. In den Städten sammelten Bürger, Vereine und Initiativen Spenden, um für jede Stadt die medizinische Behandlung eines Kindes aus Afrika zu finanzieren. An der Initiative nahmen 32 Städte teil. Jede Stadt hatte eine eigene Internetseite und erhielt einen BigShoe.

## BigShoe
Der BigShoe war das Markenzeichen von Wir helfen Afrika. Jede Stadt bekam einen BigShoe (Schuhgröße 100) in den Nationalflaggen des Landes, welches die Stadt repräsentiert. Die Stadt, die bis zum 30. Juni 2010 am meisten Geld pro Einwohner gesammelt hatte, gewann einen BigShoe aus Gold. Jede der 32 Städte, die an dem Projekt teilnahmen, bekam einen eigenen BigShoe. Der Stadt-BigShoe spiegelte die Landesflagge des Landes wider, für das die Stadt teilnahm. Dadurch wurde die Verbundenheit zu den 32 Fußballnationalmannschaften symbolisiert, für die eine Stadt stand.
Der Erfinder und Hersteller des BigShoe ist der Schuhmachermeister Bernd Lademacher aus Heidelberg.

## Die 32 Städte
- Aalen
- Amtzell
- Bad Waldsee
- Biberach
- Ditzingen
- Endingen
- Freiburg im Breisgau
- Friedrichshafen
- Immenstaad
- Karlsruhe
- Kaufbeuren
- Künzelsau
- Leutkirch
- Lindau
- Meckenbeuren
- Muggensturm
- Neckarsulm
- Pforzheim
- Pfullendorf
- Ravensburg
- Schramberg
- Schwäbisch Hall
- Sigmaringen
- Stuttgart
- Tettnang
- Trossingen
- Tübingen
- Tuttlingen
- Ulm
- Waghäusel
- Wangen
- Wiesental

## Personen

### Ärzteteam
In dem Projekt engagierten sich neben den deutschen Ärzten Konrad Wangerin, Wolfgang Kater, Klaus Exner und A. Ziah Taufig auch Ärzte aus süd- und zentralafrikanischen Ländern. Das Projekt kooperierte mit Interplast-Germany, Mercy Ships und der südafrikanischen Smile Foundation, deren Schirmherr Nelson Mandela ist.

### Gründungsmitglieder
Gegründet wurde der Verein von Christian Skrodzki, Igor Wetzel, Alexander Wiedenbach, Rainer Mack, Giovanni Granziera, Robert Ohmayer, Thilo Linder und Wolfram Dreier. Der gemeinnützige Verein ist im Vereinsregister des Amtsgerichtes Leutkirch eingetragen.

### Stadtpaten und Projekt-Unterstützer
Durch die Übernahme einer Stadtpatenschaft engagierten sich folgende Persönlichkeiten für Wir helfen Afrika (in Klammern steht die Stadt, für die die Stadtpatenschaft übernommen wurde):
- Ottmar Hitzfeld (Wiesental)
- Roland Mack (Karlsruhe)
- Jürgen Mack (Karlsruhe)
- Marc Terenzi (Endingen)
- Melanie Behringer (Wiesental)
- Per Mertesacker (Tettnang)
- Lothar Späth (Sigmaringen)
- Franz Roth (Kaufbeuren)
- Dieter Hegen (Kaufbeuren)
- Michael Kempter (Pfullendorf)
- Eberhard Gienger (Künzelsau)
- Volker Kauder (Tuttlingen)
- Frank Plasberg (Leutkirch)
- Mario Gómez (Biberach)
- Joachim Löw
- Thomas D (Ditzingen)
- Robin Dutt (Ditzingen)
- Dieter Baumann (Tübingen)
- Kai Diekmann (Ravensburg)
- Andreas Beck (Aalen)
- Ernst Pfister (Trossingen)
- Dieter Haller (Trossingen)
- Erich Ribbeck (Lindau)
- Werner Mang (Lindau)
- Gerhard Mayer-Vorfelder (Stuttgart)
- Ketino Kachiani-Gersinska (Muggensturm)
- Christina Obergföll (Muggensturm)
- Elfriede Roth und Michael Antwerpes (Amtzell)
- Gerhard Engeser (Schramberg)
- Dieter Hoeneß (Ulm)
- Sylvie Banecki (Bad Waldsee)
- Dieter Kosslick und Jay Alexander (Pforzheim)
- Lars Stindl (Waghäusel)
- Dominik Britsch (Neckarsulm)
- Tobias Weis (Schwäbisch Hall)

Als Projektbotschafter unterstützten unter anderem Matthias Kleinert, Helmut Roleder, Peter Bizer und Stephan Schnippe das Hilfsprojekt. Rainer Bonhof und Helmut Dietterle waren Sportbotschafter von Wir helfen Afrika. Ralf Denninger engagierte sich als Musik- und Kulturbotschafter bei Wir helfen Afrika.

### Mitwirkende
Von  Juni 2009 bis Ende August 2010 war Andreas Söntgerath hauptamtlicher Geschäftsführer von Wir helfen Afrika. Im Sommer 2009 wurde er von Niklas Lenz unterstützt, der ein Praktikum bei dem Hilfsprojekt machte. Ab Dezember 2009 arbeitete Miriam Schattel als ehrenamtliche Projektassistentin in der Geschäftsstelle des Projekts. Personell verstärkten ab Januar 2010 zudem Elke Tomaschek und ab April 2010 Anja Buhmann die Geschäftsstelle des Hilfsprojekts in Leutkirch. Dem Team der Geschäftsstelle gelang es, die geplante Spendensumme von 256.000 Euro um über 500.000 Euro zu übertreffen. Die Geschäftsstelle wurde Ende August 2010 aufgelöst, da die Initiative hauptamtlich als Projekt angelegt war.